# NGC 2278
NGC 2278 je dvostruka zvijezda  u zviježđu Blizancima. 

## Vanjske poveznice
- SEDS: NGC 2278